# プロトアクチニウム
プロトアクチニウム (英: protactinium [ˌproʊtækˈtɪniəm]) は、原子番号91の元素。元素記号は Pa。アクチノイド元素の一つ。安定同位体は存在せず、すべてが放射性同位体である。
銀白色の金属で、常温、常圧で安定な結晶構造は正方晶系であるが、800℃程に加熱すると体心立方格子が最も安定となる。比重は15.37（理論値）、融点は1575 °C、沸点は4000 °C（融点、沸点とも異なる実験値あり）。
空気中での酸化はゆるやか。酸に溶ける（やや難溶）。酸素、水蒸気と反応。酸素と反応すると表面が曇る。アルカリには不溶。展性、延性があり、化学的性質は、ニオブやタンタルに類似する。安定な原子価は+5。

## 名称
α崩壊するとアクチニウムになる。アクチニウム(actinium)の元になるもの(proto)という意味で、1918年に protoactinium と名づけられた。その後1949年に protactinium に短縮された。

## 歴史
1871年、メンデレーエフが91番元素として、その存在と性質を予言、エカタンタル (ekatantalum) と呼んだ。
当時はウラン崩壊の際に生じる核異性体のプロトアクチニウム234を偶然発見しただけであったが、その後1917年、リーゼ・マイトナー、オットー・ハーンがプロトアクチニウム231を発見した。
1961年には99.9 %純粋なプロトアクチニウムが作られるようになった。

## 用途
プロトアクチニウムは存在量の少なさと強い毒性のためあまり用途はない。
ウラン235のα崩壊の際に生じるプロトアクチニウム231は核燃料に使用できる可能性がある。
プロトアクチニウム231は海底沈殿層の年代測定に利用される。

## 存在
プロトアクチニウムはウラン鉱に微量存在し、ウラン崩壊の際に極微量生成する。

## 同位体
プロトアクチニウムは29の同位体が存在が確認されているが、安定同位体は存在せず、すべてが放射性である。天然には4つの同位体が存在し、最も半減期が長いのがプロトアクチニウム231で、32760年である。この元素には、2つの核異性体 217mPa（半減期1.15ミリ秒）と 234mPa（半減期1.17分）が存在する。

## 人体毒性
プロトアクチニウムは強い放射性と猛毒性を有し、プルトニウムのアルファ線同等の強発癌性を有する。

## プロトアクチニウムの化合物
- PaO2 - 酸化プロトアクチニウム(IV)
- Pa2O5 - 酸化プロトアクチニウム(V)
- PaF4
- PaF5
- PaCl4
- PaCl5
- PaBr4
- PaBr5
- PaI4
- PaI5
- プロトアクトセン（Pa(C8H8)2）